# Tetralicia erianthi
Tetralicia erianthi là một loài côn trùng cánh nửa trong họ Aleyrodidae, phân họ Aleyrodinae.
Tetralicia erianthi được Danzig miêu tả khoa học đầu tiên năm 1969.